# Q2 Stadium
Das Q2 Stadium ist ein Fußballstadion in der US-amerikanischen Stadt Austin, Hauptstadt des Bundesstaates Texas. Im städtischen Stadion trägt das 2019 gegründete Fußball-Franchise Austin FC aus der Major League Soccer (MLS) seit dem Juni 2021 seine Heimspiele aus.

## Geschichte
Die Spielstätte entstand auf dem ehemaligen Industriegebiet McKalla Place, mit einer Fläche von rund 100.000 m² (24 ac), 8,5 Meilen nördlich des Stadtzentrums. Die Fläche reicht für das Stadion mit rund 20.000 Plätzen, 1000 Parkplätze sowie öffentliche Grünflächen aus. In 20 Gehminuten sollen 10.000 Parkplätze vorhanden sein. Das Gelände wurde aus acht Standorten ausgewählt. Es gehört seit 1973 zur Stadt Austin und musste nach der industriellen Nutzung zunächst saniert werden. Das Gelände hat den Vorteil, dass es an einem Kreuzpunkt für zwei Autobahnen liegt. Dies ermöglicht eine einfach Anfahrt mit dem Auto. Für den öffentlichen Personennahverkehr wird ebenfalls gesorgt und soll die problemlose Verbindung mit der Innenstadt von Austin ermöglichen. Es verkehrt dort die Schnellbuslinie 803 der Capital MetroRapid und die Linien 3 und 383 des MetroBus. Der Bau eines Bahnhofs für die Light Rail ist genehmigt und soll ein Jahr nach der Stadioneinweihung im Sommer 2022 eröffnet werden. Der gerade neugegründete Austin FC erhielt 2019 für das 9,7 ha große Gelände einen Pachtvertrag über 20 Jahre mit der Option, diesen Vertrag drei Mal um je zehn Jahre zu verlängern. Ab dem sechsten Jahr fällt eine jährliche Miete von 550.000 US-Dollar an. Der Austin FC muss zusätzlich einen erheblichen Betrag zum Ausbau des öffentlichen Nahverkehrssystems der Stadt leisten. Im August 2019 genehmigte die Stadt Austin die Pläne für den Stadionbau. Schon im September konnte der Grundstein gelegt werden.
Auf dem dreieckigen Gelände steht die Fußballarena in der Mitte, Daneben gibt es große Parkplatzflächen im Norden und Süden. Eine kleinere Parkfläche befindet sich im Osten. Dort wird auch der Bahnhof für die Light Rail seinen Platz finden. Daneben gibt es eine Parkanlage, die täglich für die Öffentlichkeit zugänglich ist. Der Entwurf des Architekturbüros Gensler zeigt ein Fußballstadion mit vier überdachten Tribünen und offenen Ecken zur besseren Belüftung des Stadions im heißen Klima von Texas. Die MLS bat darum, die Besucher vor der Sonne und Hitze zu schützen. Der Haupt- sowie der Gegenrang an den Längsseiten sind doppelstöckig. Die Hintertortribünen verfügen über eine Ebene. Das undurchsichtige Dach ist flächenmäßig das zweitgrößte der Liga, obwohl das Q2 Stadium mit seinen 20.738 Plätzen nur durchschnittlich groß ist. 6000 Sitze, hauptsächlich auf dem östlichen Unterrang, sind nicht massiv, sondern mit einem atmungsaktiven Gewebe ausgestattet, um die Temperatur zu senken. Die Kunststoffsitze tragen verschiedene Grüntöne, eine der Clubfarben, und sind bunt auf den Rängen verteilt. Auf der Südtribüne wird mit den Sitzen die Buchstabenkombination ATX für die Stadt Austin in Texas dargestellt.
Die Dachkonstruktion wird hauptsächlich vor vier Betonstützen in den Stadionecken, mithilfe von Stahlseilen, und zwei Dachbindern entlang der Ränge gehalten. Dabei wurden 2600 Tonnen Baustahl verbaut. Die Haupttribüne bietet von unten nach oben über verschiedene Hospitality-Bereiche. Darunter befinden sich drei Business-Clubs, der größte bietet 1500 Plätze und weitläufige Flächen im Country-Stil. Über 700 Plätze und eine Bar verfügt der zweitgrößte Club. Der exklusivste Bereich davon liegt mit 380 Plätzen auf Spielfeldhöhe. Die Besucher dort nutzen den gleichen Eingang wie die Spieler. Darüber hinaus verfügt das Stadion über 27 Logen. Dort befindet sich ein Restaurant mit einer halboffenen Terrasse und Blick auf das Spielfeld. Auf der Südtribüne versammeln sich die stimmungsvollsten Fans des Austin FC. Sie ist mit etwa 4000 Safe-Standing-Plätzen ausgestattet. Sie lassen sich als Steh- wie auch als Sitzplätze verwenden. Die Tribüne lässt sich in eine Konzertbühne umbauen. In der Planungsphase ging man von drei bis sieben Konzerte jährlich in der Heimat des Austin FC aus. Das Dach der Tribüne ist mit zusätzlichen Stahlgittern verstärkt, um die Veranstaltungsbeleuchtung und die Beschallungsanlage tragen zu können. Die Tribüne auf der Nordseite ist mit 18 Sitzreihen der kleinste Zuschauerrang. Auf Höhe eines Oberrangs befindet sich ein zweistöckiger Pavillon. Dort befindet  sich der Megastore des Austin FC sowie eine Bierhalle für die Fans. Der Nordrang bietet eine Möglichkeit das Q2 Stadium, mit wenig Aufwand, um 1500 Sitzplätze zu erweitern.
Der Bau fand größtenteils in der COVID-19-Pandemie statt. Die Arbeiten mussten zeitweise eingestellt werden. Trotz dieser Verzögerungen konnte der Bau, fast wie geplant, im Frühjahr 2021 abgeschlossen werden. Es wurde anfänglich mit Kosten von 241 Mio. US-Dollar gerechnet. Am Ende lag man bei etwa 260 Mio. US-Dollar. Die erste Partie im Neubau war am 16. Juni 2021 ein Freundschaftsspiel der US-amerikanischen Fußballnationalmannschaft der Frauen gegen Nigeria. Die US-Frauen besiegten Nigeria im ausverkauften Stadion mit 2:0. Das erste Tor im neuen Stadion erzielte Christen Press. Drei Tage später trafen die neuen Hausherren in der MLS auf die San José Earthquakes. Die Begegnung endete vor 20.500 Besuchern mit einem torlosen Unentschieden. Auch das nächste Heimspiel des Austin FC vor vollem Haus mit 20.738 Zuschauern am 27. Juni gegen Columbus Crew blieb ohne Tor. Am 1. Juli trafen in der Liga der Austin FC und die Portland Timbers aufeinander. Zum ersten Mal konnten die Fans im dritten Heimspiel bei einem 4:1 Tore bejubeln. Den ersten Treffer für Austin erzielte der Ire Jon Gallagher im ausverkauften Stadion.

## Länderspiele im Q2 Stadium
Die US-amerikanische Frauenmannschaft eröffnete das Q2 Stadium im Juni 2021. Nach dem Halbfinale des CONCACAF Gold Cup 2021 gegen Katar wurde eine weitere Partie der US-Männermannschaft im Oktober 2021 ausgetragen.
Frauen
- 16. Juni 2021:  Vereinigte Staaten –  Nigeria 2:0 – Zuschauer: 20.500 (Freundschaftsspiel)[11]
- 08. Apr. 2023:  Vereinigte Staaten –  Irland 2:0 – Zuschauer: 20.593 (Freundschaftsspiel)[12]

Männer
- 29. Juli 2021:  Katar  –  Vereinigte Staaten 0:1 – Zuschauer: 20.500 (Halbfinale des CONCACAF Gold Cup 2021)[13]
- 07. Okt. 2021:  Vereinigte Staaten –  Jamaika 2:0 – Zuschauer: 20.500 (Qualifikation zur WM 2022)[14]
- 08. Dez. 2021:  Mexiko –  Chile 2:2 – Zuschauer: 17.202  (Freundschaftsspiel)[15]
- 10. Juni 2022:  Vereinigte Staaten –  Grenada 5:0 – Zuschauer: 20.500 (Gruppenspiel der CONCACAF Nations League 2022/23)[16]
- 16. Nov. 2023:  Vereinigte Staaten –  Trinidad und Tobago –:– (Viertelfinale der CONCACAF Nations League 2023/24)

## Galerie

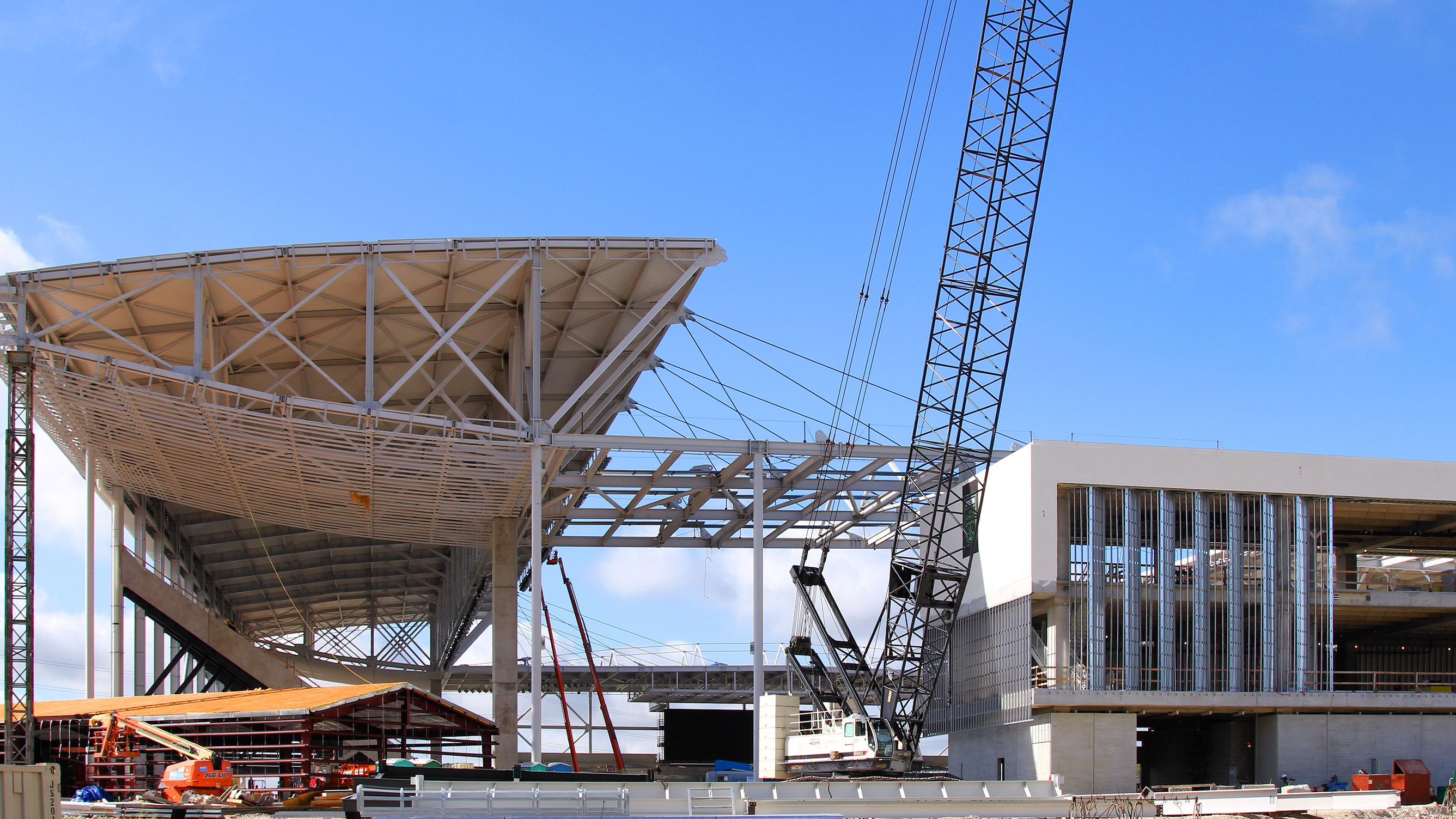
Die Baustelle im Juli 2020
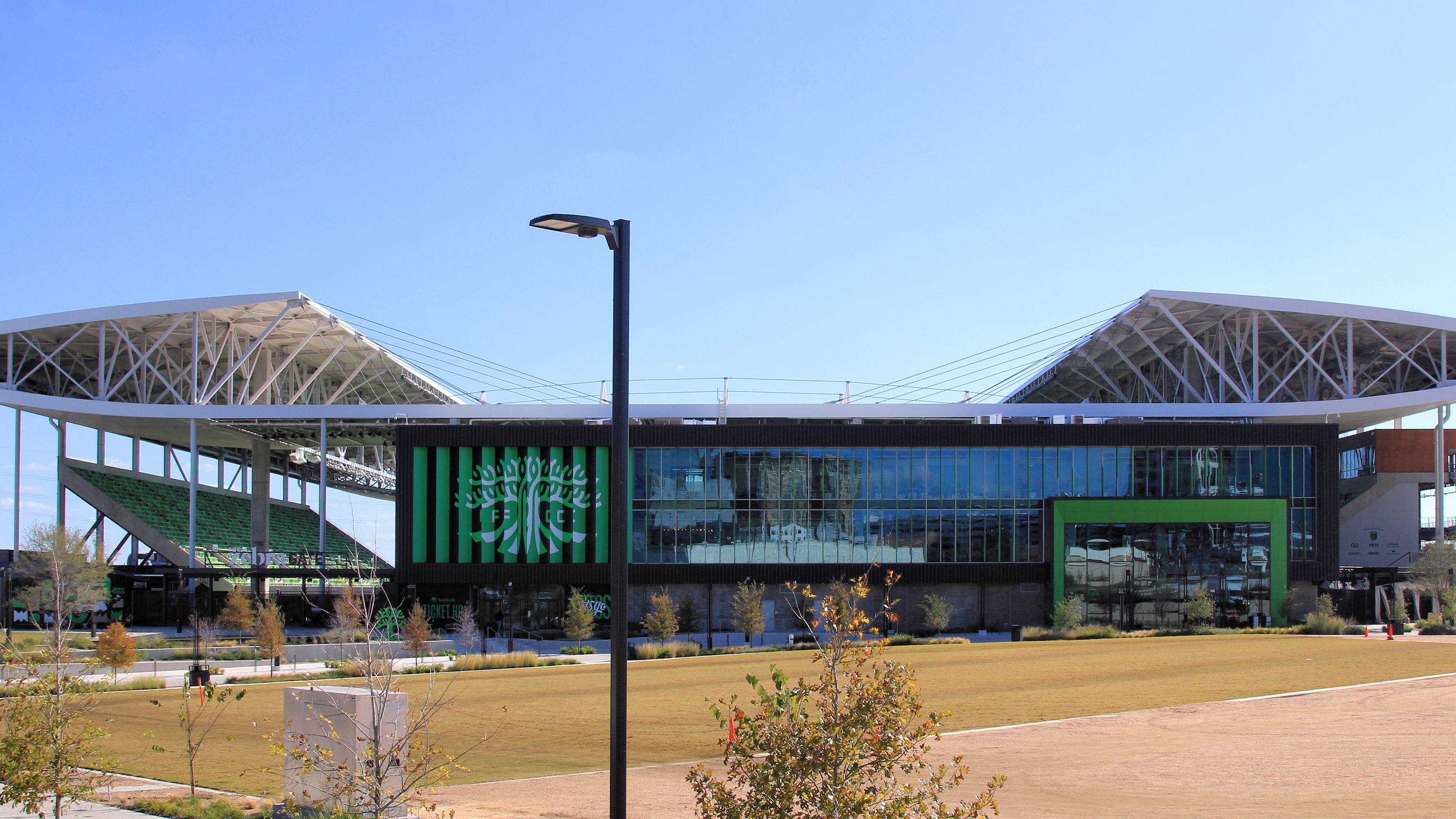
Das Q2 Stadium im September 2021
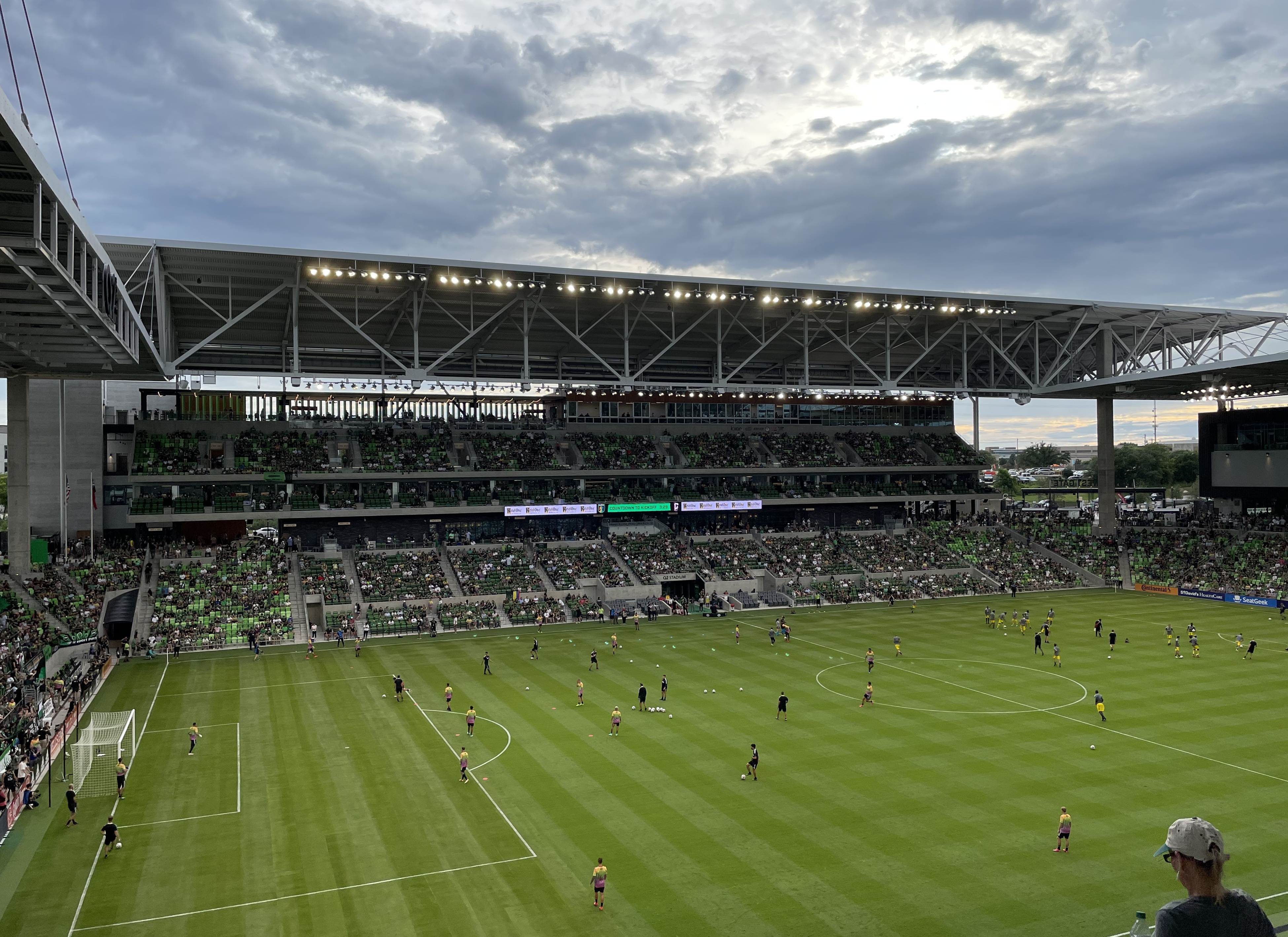
Das Stadion beim Spiel Austin FC gegen Columbus Crew (2021)